# Зыков, Евгений Васильевич
Евгений Васильевич Зыков (укр. Євген Васильович Зиков; род. 25 мая 1970, Жданов, Донецкая область) — советский и украинский боксёр, тренер и спортивный функционер. Мастер спорта СССР (1987). Мастер спорта СССР международного класса (1990).

## Биография
Родился 25 мая 1970 года в Жданове Донецкой области. Первоначально занимался гимнастикой, после чего перешёл на занятия боксом. С 1981 по 1989 год занимался в добровольном спортивном обществе «Спартак». С 1988 по 1991 год продолжил тренировки в Вооружённых силах СССР, тренеры — Владимир Леонидович Дворцов и Владимир Васильевич Кленин.
Бронзовый призёр первенства СССР среди юношей (1986), Кубка мира (1990, Дублин), чемпионата СССР (1991; второй полусредний вес). Становился чемпионом Украинской ССР (1989, Измаил), победителем Всесоюзных молодёжных игр (1989), победителем Кубка СССР (1991) и Кубка Канады (1991). Участник чемпионат мира 1991 года в Сиднее, где в 1/4 финала уступил румыну Франчиску Ваштагу.
После чемпионата перенёс операцию в институте травматологии в Донецке, однако полностью восстановится ему не удалось и на Олимпийские игры 1992 года вместо него отправился Андрей Пестряев.
Окончил Киевский государственный институт физической культуры по специальности «тренер». Работал тренером в команде «Украинские атаманы».
С 2013 года — первый вице-президент Федерации бокса Мариуполя.